# Miguel Arroyo
Pour les articles homonymes, voir Arroyo.
Fernando Miguel Arroyo Rosales, né le 6 décembre 1966 à Huamantla (Mexique) et mort le 30 janvier 2020 à Puebla (Mexique) est un coureur cycliste mexicain, professionnel de 1989 à 1997.

## Biographie
Miguel Arroyo découvre le cyclisme lors des Jeux olympiques de 1984, durant lesquels il voit son compatriote Raúl Alcalá prendre la onzième place de la course en ligne. En 1988, il remporte le Tour du Mexique. Durant cette épreuve, il sympathise avec Greg LeMond, qui le fait recruter par son équipe, ADR. Arroyo suit ensuite LeMond chez Z en 1990 et 1991. Durant cette période, il participe au Tour d'Italie, dont il prend la 25e place en 1991. Cette année-là paraît la meilleure en matière de résultats puisqu'il monte sur le podium du Grand Prix de Plouay et termine quatrième du Tour de Suisse. Il court ensuite pour les équipes GB-MG Maglificio (1992) et Subaru - Montgomery (1993). En 1994, il court d'abord chez Catavana-A.S. Corbeil-Essonnes-Cedico, avec qui il termine huitième du Grand Prix du Midi libre. Il est ensuite recruté par Chazal-MBK-König. Avec cette équipe, il participe au Tour de France en 1994 (48e) et 1995 (61e). En 1996, il rejoint l'équipe Force Sud qui périclite rapidement. Il est alors engagé par BigMat - Auber 93, avec qui il participe à un troisième Tour de France en 1997 (76e).
| Image externe |                                    |
|               | Miguel Aroyo dans les années 2010. |

En 1998, Arroyo revient au Mexique et trouve refuge dans une des meilleures formations du pays, l'équipe Canel's-Turbo. Avec celle-ci, il remporte son Tour national, le Tour du Costa Rica et devient champion du Mexique, en 2000. La saison suivante, pour sa dernière année au plus haut niveau, il termine encore deuxième des championnats nationaux. Après son retrait de la compétition, le "faucon de Huamantla" se destine à la formation, entraînant notamment ses fils. À ce titre, il obtient la reconnaissance de son État natal qui lui décerne le Premio Nacional Estatal del Deporte (sorte d'ordre du Mérite sportif mexicain) en 2012. Également dans l'État de Tlaxcala, une compétition la Clásica de Miguel Arroyo porte son nom en son hommage.
Miguel Arroyo décède le 30 janvier 2020, à l'âge de 53 ans. Hospitalisé pour un cancer du pancréas, il décède d'un arrêt cardiaque lors d'une opération sur cet organe.

## Palmarès
- 1988
  - Vuelta de la Juventud Mexicana
- 1989
  - 3e du Tour du Mexique
- 1990
  - 2e du Tour du Mexique
- 1991
  - 15e étape du Tour du Mexique
  - 3e du Grand Prix de Plouay
  - 4e du Tour de Suisse
- 1993
  - 1re étape de la Redlands Bicycle Classic
  - 7e étape du Tour du Mexique
  - 9e du Critérium du Dauphiné libéré
- 1994
  - 2e du Tour du Mexique
- 1995
  - 3e du Tour du Mexique
  - 7e du Critérium du Dauphiné libéré
- 1998
  - Tour du Mexique
- 1999
  - Tour du Costa Rica
- 2000
  -  Champion du Mexique sur route
  - 5e étape du Tour du Guatemala
  - 3e du Tour du Costa Rica
- 2001
  - 2e du championnat du Mexique sur route

## Résultats sur les grands tours

### Tour de France
3 participations :
- 1994 : 48e
- 1995 : 61e
- 1997 : 76e

### Tour d'Espagne
2 participations :
- 1992 : 36e
- 1995 : abandon (5e étape)

### Tour d'Italie
2 participations :
- 1989 : 60e
- 1991 : 25e

## Résultats sur les championnats

### Championnats du monde professionnels

#### Course en ligne
- Duitama 1995 : 19e